# Jerry Bock
Pour les articles homonymes, voir Bock (homonymie).
Jerrold Bock, pseudonyme de Jerry Lewis, est un compositeur de comédies musicales américain, né à New Haven, Connecticut, le 23 novembre 1928, et mort le 3 novembre 2010. Il est notamment connu pour ses collaborations avec Sheldon Harnick dont Un violon sur le toit.

## Biographie
Né à New Haven, Connecticut, Jerry Bock a grandi à Flushing, dans le Queens, à New York. Enfant, il étudie le piano. Il fréquente l'Université du Wisconsin à Madison. C'est à cette époque qu'il écrit la musique de la comédie musicale Big As Life, qui fait l'objet d'une tournée dans l'état et est représentée Chicago. Après ses études, il a passé trois étés à la Tamiment Playhouse dans les Poconos et écrit pour des revues télévisée avec le parolier Larry Holofcener.
Il a fait ses débuts à Broadway en 1955 quand lui et Lawrence Holofcener contribuent aux chansons de Catch a Star. L'année suivante, le duo collabore à la comédie musicale Mr. Wonderful, écrite pour Sammy Davis, Jr.. Après quoi, ils travaillent sur Ziegfeld Follies de 1956.
Peu de temps après, Bock rencontre le parolier Sheldon Harnick, avec qui il conclut un partenariat. Bien que leur premier essai,  The Body Beautiful, ne convainc pas les critiques, la partition attire l'attention du réalisateur George Abbott et le producteur Hal Prince. Ils écrivent une biographie musicale de l'ancien maire de New York Fiorello La Guardia. Fiorello! (1959) remporterà la fois le Tony Award pour la meilleure comédie musicale et le Prix Pulitzer pour le théâtre.
D'autres collaborations entre Bock et Harnick concernent Tenderloin (1960), Man in the Moon (1963), She Loves Me (1963), Fiddler on the Roof (1964), The Apple Tree (1966), et The Rothschilds (1970), ainsi que des contributions à Never Too Late (1962), Baker Street (1965), Her First Roman (1968), et The Madwoman of Central Park West (1979). Fiddler on the Roof est célèbre pour sa chanson « If I Were a Rich Man ».
Bock décède d'une insuffisance cardiaque à l'âge de 81 ans, quatre semaines avant son 82e anniversaire,.

## Œuvres
Comédies musicales
- 1956 : Mr. Wonderful, livret de Joseph Stein (en) et Will Glickman (en), lyrics et musique de Jerry Bock, Larry Holofcener (en) et George Weiss (en)
- 1958 : The Body Beautiful, livret de Joseph Stein et Will Glickman, lyrics de Sheldon Harnick, musique de Jerry Bock
- 1959 : Fiorello!, livret de Jerome Weidman (en) et George Abbott, lyrics de Sheldon Harnick, musique de Jerry Bock
- 1960 : Tenderloin, livret de Jerome Weidman et George Abbott, lyrics de Sheldon Harnick, musique de Jerry Bock
- 1963 : Man in the Moon, livret d'Arthur Burns, lyrics de Sheldon Harnick, musique de Jerry Bock
- 1964 : She Loves Me, livret de Joe Masteroff, lyrics de Sheldon Harnick, musique de Jerry Bock
- 1964 : Un violon sur le toit (Fiddler on the Roof), livret de Joseph Stein, lyrics de Sheldon Harnick, musique de Jerry Bock
- 1965 : Baker Street, livret de Jerome Coopersmith, lyrics et musique de Marian Grudeff (en) et Raymond Jessel (en), chansons de Sheldon Harnick et Jerry Bock
- 1966 : The Apple Tree, livret de Sheldon Harnick et Jerry Bock, lyrics de Sheldon Harnick, musique de Jerry Bock
- 1970 : The Rothschilds, livret de Sherman Yellen (en), lyrics de Sheldon Harnick, musique de Jerry Bock
- 1979 : The Madwoman of Central Park West, livret de Phyllis Newman et Arthur Laurents, lyrics de différents auteurs, musique de différents compositeurs dont Leonard Bernstein, Jerry Bock et John Kander

Théâtre
- 1962 : Never Too Late de Sumner Arthur Long, musique de scène de John Kander, chorégraphie de Jerry Bocky, chanson de Sheldon Harnick et Jerry Bock
- 1965 : Generation de William Goodhart, musique de scène de Jerry Bock

## Distinctions

### Récompenses
- 1960 :
  - Prix Pulitzer de l'œuvre théâtrale pour Fiorello!
  - New York Drama Critics Circle Award  pour Fiorello!
  - Tony Award de la meilleure comédie musicale pour Fiorello!
- 1965 :
  - Tony Award du meilleur compositeur et lyriciste pour Un violon sur le toit (avec Sheldon Harnick)
  - Tony Award de la meilleure comédie musicale pour Un violon sur le toit  (avec Sheldon Harnick)

### Nominations
- 1964 : Tony Award de la meilleure comédie musicale pour She Loves Me
- 1967 :
  - Tony Award des meilleurs compositeur et lyriciste pour The Apple Tree
  - Tony Award de la meilleure comédie musicale pour  The Apple Tree
- 1971 : Tony Award de la meilleure musique originale pour The Rothschilds